# Marcus Herennius (Toreut)
Marcus Herennius war ein antiker römischer Toreut (Metallbearbeiter), der in der ersten Hälfte des 1. Jahrhunderts wahrscheinlich in Oberitalien, möglicherweise Aquileia, tätig war.
Marcus Herennius ist heute nur noch aufgrund von zwei Signaturstempeln auf Bronzekasserollen bekannt. Mit Fundorten in Tschechien und wahrscheinlich den Niederlanden sind beide Stücke weit gestreut, in ersterem Fall gar außerhalb des Reichsgebietes.
1. Bronzekasserolle, Fundort unbekannt, heute im Museum Kam in Nijmegen.[1]
2. Bronzekasserolle, gefunden in einem Brandgrab Nummer 25/25 in Třebusice, Okres Kladno, Tschechien (damals Tschechoslowakei); heute im Nationalmuseum Prag.[2]

## Einzelbelege
1. ↑  Inventarnummer BE V 13; Richard Petrovszky: Studien zu römischen Bronzegefäßen mit Meisterstempeln. Leidorf, Buch am Erlbach 1993, S. 264, Nr. H.04.01.
2. ↑  Inventarnummer 51958–51965; Richard Petrovszky: Studien zu römischen Bronzegefäßen mit Meisterstempeln. Leidorf, Buch am Erlbach 1993, S. 264, Nr. H.04.02.

| Personendaten    | Personendaten                      |
| ---------------- | ---------------------------------- |
| NAME             | Herennius, Marcus                  |
| KURZBESCHREIBUNG | antiker römischer Toreut           |
| GEBURTSDATUM     | 1. Jahrhundert                     |
| STERBEDATUM      | 1. Jahrhundert oder 2. Jahrhundert |